# Wirtschaftliche Eigentümer Registergesetz
Durch das Wirtschaftliche Eigentümer Registergesetz (WiEReG) wurde das nichtöffentliche Verzeichnis Wirtschaftliche Eigentümer Register in Österreich eingeführt, in welchem die wichtigsten rechtserheblichen Tatsachen und Rechtsverhältnisse von und über meldepflichtige Rechtsträgern einzutragen sind und abgefragt werden können.

## Rechtsgrundlage und Aufbau
Das Gesetz basiert wesentlich auf Richtlinien der Europäischen Union und dient zu deren Umsetzung:
- Richtlinie (EU) 2015/849 zur Verhinderung der Nutzung des Finanzsystems zum Zwecke der Geldwäsche und der Terrorismusfinanzierung, zur Änderung der Verordnung (EU) Nr. 648/2012 des Europäischen Parlaments und des Rates und zur Aufhebung der Richtlinie 2005/60/EG des Europäischen Parlaments und des Rates und der Richtlinie 2006/70/EG der Kommission,[1] Artikel 30 und 31, und
- Richtlinie (EU) 2016/2258 des Rates vom 6. Dezember 2016 zur Änderung der Richtlinie 2011/16/EU bezüglich des Zugangs von Steuerbehörden zu Informationen zur Bekämpfung der Geldwäsche,[2] Artikel 1.

Das Wirtschaftliche Eigentümer Registergesetz besteht aus 22 Paragraphen und kann in Regelungsabschnitte unterteilt werden:
- §§ 1 bis 2 Anwendungsbereich und Definitionen
- §§ 3 bis 6 und 11 Erfassung, Sorgfalts- und Meldepflichten
- §§ 7 bis 14 Registerführung
- §§ 15 und 16 Strafbestimmungen
- §§ 17 bis 22 Schluss- und Übergangsbestimmungen

## Weitere Gesetzesänderungen
Mit der Schaffung des Wirtschaftliche Eigentümer Registers waren auch eine Vielzahl weitere Gesetzesänderungen verbunden, die in Artikel 3 bis 11 des Wirtschaftliche Eigentümer Registergesetzes vorgenommen wurden. So z. B.:
- des Finanzmarkt-Geldwäschegesetzes
- des Finanzstrafgesetzes
- der Notariatsordnung
- der Rechtsanwaltsordnung
- des Devisengesetzes 2004
- des Bankwesengesetzes
- der Bundesabgabenordnung
- des Finanzmarktaufsichtsbehördengesetzes
- des Energieabgabenvergütungsgesetzes

## Inkrafttreten und Vollzug
Das Wirtschaftliche Eigentümer Registergesetz ist überwiegend mit 15. Jänner 2018 in Kraft getreten. Mit dem Vollzug ist der Bundesminister für Finanzen betraut (Registerbehörde).